# Тауфаахау Мануматаонго
Тауфаахау Мануматаонго Тукуʻахо (род. 10 мая 2013, Окленд, Новая Зеландия) — тонганский принц, старший сын кронпринца Сиаоси Тупоутоа и принцессы Синайтакала Факафануа. Является вторым в линии наследования тонганского престола.

## Биография
Принц Тауфаахау Мануматаонго родился 10 мая 2013 года Городской больнице Окленда (Новая Зеландия) в семье кронпринца Сиаоси Тупоутоа и его супруги, принцессы Синайтакалы Факафануа. У принца три младшие сестры — принцессы Хэлэевэлу Мэйта’эхо (род. 2014), Нанасипау Элиана (род. 2018) и  Салоте Мафиле’о Пилолеву (род. 2021).